# Alain Monne
Alain Monne est un réalisateur français diplômé du Conservatoire libre du cinéma français.

## Filmographie

### Réalisateur
- 2009 : L'Homme de chevet, avec Sophie Marceau et Christophe Lambert
  - récompensé par le Valois du public au Festival du film francophone d'Angoulême
  - 2006 : Lauréat de la Fondation Gan pour le Cinéma pour le film L'homme de chevet[1].

### Premier assistant-réalisateur
- 1991 : L'Homme imaginé de Patricia Bardon

### Directeur de production
- 2007 : Eden Log, de Franck Vestiel
- 2007 : Scorpion, de Julien Seri
- 2005 : Ze Film, de Guy Jacques

## Distinctions
- 2006 : Lauréat de la Fondation Gan pour le Cinéma pour le long-métrage L'Homme de chevet[2]

## Lient externes
- Ressources relatives à l'audiovisuel :   - AllMovie
  - Allociné
  - IMDb